# Christophe Boutin
Pour les articles homonymes, voir Boutin.
Christophe Boutin, né le 28 octobre 1959, est un politologue français.

## Biographie
Docteur en science politique, récipiendaire du prix Montesquieu 1991 et agrégé de droit public, Christophe Boutin est professeur des universités à l'université de Caen, après avoir été maître de conférences en droit à l'université de Bourgogne (Dijon).
En 2018, il participe à la création de la Fondation du Pont-Neuf.

## Travaux
Après une thèse sur la pensée politique de Julius Evola, récompensée par le prix Montesquieu, il oriente ses recherches sur les comportements électoraux, la question de la décentralisation et celle des partis politiques en France.